# Церковь Святой Марии (Брюссель)
Церковь Святой Марии, также Королевская церковь Святой Марии и Собор Девы Марии (фр. Église Royale Sainte-Marie, нидерл. Koninklijke Sint-Mariakerk) — римско-католическая приходская церковь, расположенная на Королевской площади в коммуне Схарбек Брюссельского столичного региона в Бельгии.

## История
Церковь спроектирована в стиле «эклектика», сочетая элементы византийской и древнеримской архитектуры. Проект принадлежит архитектору Луи ван Оверстратену. Строительство сооружения началось в 1845 году и закончилось в 1885 году.